# Mariano Abasolo
Mariano Abasolo är en ort i Mexiko.   Den ligger i kommunen Teapa och delstaten Tabasco, i den sydöstra delen av landet, 700 km öster om huvudstaden Mexico City. Mariano Abasolo ligger 126 meter över havet och antalet invånare är 544.
Terrängen runt Mariano Abasolo är kuperad söderut, men norrut är den platt. Terrängen runt Mariano Abasolo sluttar norrut. Runt Mariano Abasolo är det ganska tätbefolkat, med 52 invånare per kvadratkilometer. Närmaste större samhälle är Teapa, 1,8 km öster om Mariano Abasolo. Omgivningarna runt Mariano Abasolo är en mosaik av jordbruksmark och naturlig växtlighet.